# 拉赫內-利索維
拉赫內-利索維（羅馬化：Rakhny-Lisovi）位在烏克蘭中部，是文尼察州圖利欽區的村落，隸屬什皮基夫市鎮，始建於1607年，面積68.5平方公里，海拔高度315米，2001年人口5,101，人口密度每平方公里74.47人，距離朱林約20公里，距離圖利欽約40公里，距離文尼察約65公里。